# ホイッグ党 (リベリア)
リベリアホイッグ党、真実のホイッグ党または真正ホイッグ党（Liberian Whig Party or True Whig Party）は、リベリアの政党である。
1878年から1980年のクーデターまでの100年以上の間、同国の政権の座にあった。そのイデオロギーはアメリカホイッグ党の大きな影響を受けていた。

## 歴史
1869年、リベリア中央部海岸のクレイ・アシュランド市において結党。アメリカからの解放奴隷（アメリコ・ライベリアン）のうち、黒人奴隷の子孫を支持基盤とし、結成当時は混血が支持基盤のリベリア共和党と対立したものの、1878年、野党を非合法化しなかったものの世界初の一党制を確立したとされる。
ホイッグ党の政治は、アメリコ・ライベリアンのみに参政権を認め、内陸部の先住諸民族に軍を送って鎮圧、強制労働や米の強制拠出をさせ、人頭税を徴収し、弁務官を置いて統治するというものであった。1910年代には内陸部で大規模な反乱が起き、アメリカの支援を受けて鎮圧している。
近隣の植民地化が進むにつれて、フランスやイギリスに対抗するために、ホイッグ党はアメリカとの連携を強めた。ファイアストーン社などの米国資本に農地を提供し、経済的にも文化的にもアメリカ依存は強まっていった。
1930年、スペイン領フェルナンドポー島（現・赤道ギニアのビオコ島）に先住民を船積みして事実上の奴隷貿易を行っていたことが発覚、チャールズ・D・B・キング大統領が辞任する。
1944年、ウィリアム・タブマンが大統領に就任。タブマンは先住諸民族に譲歩し、強制労働や米の強制拠出を撤廃するなど圧制を緩和し、選挙権も先住民にはじめて与えられたものの、一党独裁は変わらなかった。1971年、タブマンの死によりウィリアム・R・トルバートが大統領に就任。さらに融和を進めたものの、教育を受けた豊かなアメリコ・ライベリアンが先住民を支配する構図は変わらず、先住民の不満は限界に達しつつあった。
1980年、先住民クラン族出身のサミュエル・ドウ曹長によるクーデターが勃発し、トルバートは殺害された。ドウは軍事政権を樹立して政府高官を大量に処刑、アメリコ・ライベリアンの影響力はこの事件で消滅し、ホイッグ党も禁止されることとなった。この後、ホイッグ党は多くの党員や支持者を失い、小政党の一つにすぎなくなった。2005年の選挙では、リベリア変革連合に参加した。